# National Bank Open 2021
National Bank Open presented by Rogers, známý jako Canada Masters 2021 či Canadian Open 2021, byl společný tenisový turnaj mužského okruhu ATP Tour a ženského okruhu WTA Tour, hraný na otevřených dvorcích s tvrdým povrchem DecoTurf. Konal se mezi 6. až 15. srpnem 2021 ve dvou kanadských velkoměstech Torontu a Montréalu jako 131. ročník mužského a 119. ročník ženského turnaje. V roce 2020 se neuskutečnil kvůli pandemii covidu-19.
Mužský turnaj s rozpočtem 3 487 915 amerických dolarů probíhal v torontském areálu Aviva Centre a patřil do kategorie ATP Masters 1000. Ženská část dotovaná 1 835 490 dolary se odehrávala v montréalském areálu s centrkurtem IGA Stadium. Na túře WTA se řadila do kategorie WTA 1000. Turnaj se stal součástí letní americké šňůry na tvrdých betonech US Open Series.
Nejvýše nasazenými hráči v soutěžích dvouher se stali, mezi muži druhý v pořadí Daniil Medveděv z Ruska a v ženském singlu světová trojka Aryna Sabalenková z Běloruska. Jako poslední přímí účastníci do dvouher nastoupili 51. hráč žebříčku, Francouz Benoît Paire, a česká 63. žena klasifikace Kateřina Siniaková.
Turnaj byl poprvé hrán pod oficiálním názvem National Bank Open. Titulárním partnerem se v roce 2021 stal kanadský bankovní dům National Bank of Canada, který již sponzorsky spolupracoval s montréalským turnajem od sezóny 2005 a s Torontem od roku 2010. Vyměnil si tak roli s mediální společností Rogers Communications, která se stala hlavním partnerem v oblasti marketingu.
Dvanáctý singlový titul na okruhu ATP Tour, a čtvrtý ze sérii Masters, vybojoval Rus Daniil Medveděv. Třetí trofej z dvouhry okruhu WTA Tour si odvezla Italka Camila Giorgiová, která se na žebříčku vrátila mezi Top 35 hráček. Mužskou čtyřhru obládl Americko-britský pár Rajeev Ram a Joe Salisbury, jehož členové získali čtvrtý společný vavřín na túře ATP. Kanaďanka Gabriela Dabrowská s Brazilkou Luisou Stefaniovou postoupily i při třetí společné účasti na turnajích WTA do finále. Poprvé však dobyly sdílený titul jako pár.

## Rozdělení bodů a finančních odměn

### Rozdělení bodů
| Soutěž       | vítězové | finalisté | semifinalisté | čtvrtfinalisté | 16 v kole | 32 v kole | 64 v kole | Q  | Q2 | Q1 |
| ------------ | -------- | --------- | ------------- | -------------- | --------- | --------- | --------- | -- | -- | -- |
| dvouhra mužů | 1000     | 600       | 360           | 180            | 90        | 45        | 10        | 25 | 16 | 0  |
| čtyřhra mužů | 1000     | 600       | 360           | 180            | 90        | 0         | —         | —  | —  | —  |
| dvouhra žen  | 900      | 585       | 350           | 190            | 105       | 60        | 1         | 30 | 20 | 1  |
| čtyřhra žen  | 900      | 585       | 350           | 190            | 105       | 5         | —         | —  | —  | —  |

### Finanční odměny
| Soutěž       | vítězové  | finalisté | semifinalisté | čtvrtfinalisté | 16 v kole | 32 v kole | 64 v kole | Q2      | Q1      |
| ------------ | --------- | --------- | ------------- | -------------- | --------- | --------- | --------- | ------- | ------- |
| dvouhra mužů | 370 290 $ | 211 000 $ | 121 250 $     | 74 000 $       | 45 000 $  | 26 770 $  | 15 845 $  | 8 350 $ | 4 445 $ |
| dvouhra žen  | 221 500 $ | 164 000 $ | 87 000 $      | 41 500 $       | 21 000 $  | 13 300 $  | 10 750 $  | 6 300 $ | 3 250 $ |
| čtyřhra mužů | 68 440 $  | 47 910 $  | 32 840 $      | 22 240 $       | 15 050 $  | 10 270 $  | —         | —       | —       |
| čtyřhra žen  | 67 000 $  | 43 990 $  | 27 500 $      | 13 800 $       | 8 700 $   | 6 500 $   | —         | —       | —       |

## Dvouhra mužů

### Nasazení
| Stát                         | Hráč                  | ATP | Nasazení |
| ---------------------------- | --------------------- | --- | -------- |
| Rusko                        | Daniil Medveděv       | 2.  | 1.       |
| Španělsko                    | Rafael Nadal          | 3.  | 2.       |
| Řecko                        | Stefanos Tsitsipas    | 4.  | 3.       |
| Rusko                        | Andrej Rubljov        | 7.  | 4.       |
| Kanada                       | Denis Shapovalov      | 10. | 5 .      |
| Norsko                       | Casper Ruud           | 12. | 6.       |
| Polsko                       | Hubert Hurkacz        | 13. | 7.       |
| Argentina                    | Diego Schwartzman     | 14. | 8.       |
| Kanada                       | Félix Auger-Aliassime | 15. | 9.       |
| Španělsko                    | Roberto Bautista Agut | 16. | 10.      |
| Francie                      | Gaël Monfils          | 17. | 11.      |
| Austrálie                    | Alex de Minaur        | 18. | 12.      |
| Chile                        | Cristian Garín        | 19. | 13.      |
| Bulharsko                    | Grigor Dimitrov       | 21. | 14.      |
| Rusko                        | Aslan Karacev         | 23. | 15.      |
| Itálie                       | Jannik Sinner         | 24. | 16.      |
| Žebříček ATP k 2. srpnu 2021 |                       |     |          |

### Jiné formy účasti
Následující hráči obdrželi divokou kartu do hlavní soutěže:
- Jenson Brooksby
- Nick Kyrgios
- Vasek Pospisil

Následující hráč nastoupil pod žebříčkovou ochranou:
- Kei Nišikori

Následující hráč obdržel do hlavní soutěž zvláštní výjimku:
- Mackenzie McDonald

Následující hráči postoupili z kvalifikace:
- Ričardas Berankis
- James Duckworth
- Jošihito Nišioka
- Tommy Paul
- Emil Ruusuvuori
- Brayden Schnur

Následující hráči postoupili z kvalifikace jako tzv. šťastní poražení:
- Feliciano López
- Frances Tiafoe

### Odhlášení
před zahájením turnaje
- Matteo Berrettini[14] → nahradil jej  Jan-Lennard Struff
- Pablo Carreño Busta[14] → nahradil jej  Benoît Paire
- Borna Ćorić[14] → nahradil jej  John Millman
- Novak Djoković[14] → nahradil jej  Dušan Lajović
- Roger Federer[14] → nahradil jej  Miomir Kecmanović
- David Goffin[14] → nahradil jej  Albert Ramos-Viñolas
- Rafael Nadal → nahradil jej  Feliciano López
- Dominic Thiem[14] → nahradil jej  Taylor Fritz
- Milos Raonic[14] → nahradil jej  Lloyd Harris
- Stan Wawrinka[14] → nahradil jej  Marin Čilić
- Alexander Zverev[14] → nahradil jej  Frances Tiafoe

## Mužská čtyřhra

### Nasazení
| Stát                                                                                  | Hráč                 | Stát               | Hráč          | ATP | Nasazení |
| ------------------------------------------------------------------------------------- | -------------------- | ------------------ | ------------- | --- | -------- |
| Chorvatsko                                                                            | Nikola Mektić        | Chorvatsko         | Mate Pavić    | 3.  | 1.       |
| Kolumbie                                                                              | Juan Sebastián Cabal | Kolumbie           | Robert Farah  | 15. | 2.       |
| USA                                                                                   | Rajeev Ram           | Spojené království | Joe Salisbury | 19. | 3.       |
| Německo                                                                               | Kevin Krawietz       | Rumunsko           | Horia Tecău   | 36. | 4.       |
| Polsko                                                                                | Łukasz Kubot         | Brazílie           | Marcelo Melo  | 36. | 5.       |
| Austrálie                                                                             | John Peers           | Slovensko          | Filip Polášek | 37. | 6.       |
| Německo                                                                               | Tim Pütz             | Nový Zéland        | Michael Venus | 51. | 7.       |
| Indie                                                                                 | Rohan Bopanna        | Chorvatsko         | Ivan Dodig    | 51. | 8.       |
| Žebříček ATP k 2. srpnu 2021; číslo je součtem žebříčkového postavení obou členů páru |                      |                    |               |     |          |

### Jiné formy účasti
Následující páry obdržely divokou kartu do hlavní soutěže:
- Félix Auger-Aliassime /  Alexis Galarneau
- Grigor Dimitrov /  Vasek Pospisil
- Peter Polansky /  Brayden Schnur

Následující pár nastoupil z pozice náhradníka:
- Miomir Kecmanović /  Casper Ruud

### Odhlášení
před zahájením turnaje
- Grigor Dimitrov /  Vasek Pospisil → nahradili je  Miomir Kecmanović /  Casper Ruud
- Marcel Granollers /  Horacio Zeballos → nahradili je  Oliver Marach /  Philipp Oswald
- Wesley Koolhof /  Jean-Julien Rojer → nahradili je  Wesley Koolhof /  Austin Krajicek
- Filip Krajinović /  Dušan Lajović → nahradili je  Aslan Karacev /  Dušan Lajović
- Jan-Lennard Struff /  Alexander Zverev → nahradili je  Marin Čilić /  Jan-Lennard Struff

## Ženská dvouhra

### Nasazení
| Stát                         | Hráčka                     | WTA | Nasazení |
| ---------------------------- | -------------------------- | --- | -------- |
| Bělorusko                    | Aryna Sabalenková          | 3.  | 1.       |
| Kanada                       | Bianca Andreescuová        | 5.  | 2.       |
| Ukrajina                     | Elina Svitolinová          | 6.  | 3.       |
| Česko                        | Karolína Plíšková          | 7.  | 4.       |
| Španělsko                    | Garbiñe Muguruzaová        | 9.  | 5.       |
| Rumunsko                     | Simona Halepová            | 10. | 6.       |
| Česko                        | Petra Kvitová              | 13. | 7.       |
| Bělorusko                    | Viktoria Azarenková        | 15. | 8.       |
| Belgie                       | Elise Mertensová           | 17. | 9.       |
| Rusko                        | Anastasija Pavljučenkovová | 18. | 10.      |
| Řecko                        | Maria Sakkariová           | 19. | 11.      |
| Kazachstán                   | Jelena Rybakinová          | 20. | 12.      |
| Tunisko                      | Ons Džabúrová              | 22. | 13.      |
| Česko                        | Karolína Muchová           | 23. | 14.      |
| USA                          | Coco Gauffová              | 25. | 15.      |
| USA                          | Madison Keysová            | 26. | 16.      |
| Žebříček WTA k 2. srpnu 2021 |                            |     |          |

### Jiné formy účasti
Následující hráčky obdržely divokou kartu do hlavní soutěže:
- Leylah Fernandezová
- Simona Halepová[15]
- Rebecca Marinová
- Sloane Stephensová
- Carol Zhaová

Následující hráčky postoupily z kvalifikace:
- Amanda Anisimovová
- Clara Burelová
- Harriet Dartová
- Océane Dodinová
- Caroline Garciaová
- Tereza Martincová
- Anastasija Potapovová
- Alison Van Uytvancková

### Odhlášení
před zahájením turnaje
- Jekatěrina Alexandrovová → nahradila ji  Kateřina Siniaková
- Ashleigh Bartyová[16] → nahradila ji  Danielle Collinsová
- Belinda Bencicová → nahradila ji  Jil Teichmannová
- Jennifer Bradyová → nahradila ji  Camila Giorgiová
- Sofia Keninová[17] → nahradila ji  Anastasija Sevastovová
- Angelique Kerberová[16] → nahradila ji  Ajla Tomljanovićová
- Barbora Krejčíková → nahradila ji  Marie Bouzková
- Naomi Ósakaová[17] → nahradila ji  Fiona Ferrová
- Iga Świąteková[17] → nahradila ji  Ljudmila Samsonovová
- Markéta Vondroušová → nahradila ji  Čang Šuaj

### Skrečování
- Marie Bouzková
- Tereza Martincová
- Ajla Tomljanovićová

## Ženská čtyřhra

### Nasazení
| Stát                                                                                  | Hráčka             | Stát       | Hráčka              | WTA | Nasazení |
| ------------------------------------------------------------------------------------- | ------------------ | ---------- | ------------------- | --- | -------- |
| Belgie                                                                                | Elise Mertensová   | Bělorusko  | Aryna Sabalenková   | 8.  | 1.       |
| Japonsko                                                                              | Šúko Aojamová      | Japonsko   | Ena Šibaharaová     | 18. | 2.       |
| USA                                                                                   | Nicole Melicharová | Nizozemsko | Demi Schuursová     | 23. | 3.       |
| Chile                                                                                 | Alexa Guarachiová  | USA        | Desirae Krawczyková | 33. | 4.       |
| Kanada                                                                                | Gabriela Dabrowská | Brazílie   | Luisa Stefaniová    | 37. | 5.       |
| Chorvatsko                                                                            | Darija Juraková    | Slovinsko  | Andreja Klepačová   | 48. | 6.       |
| Austrálie                                                                             | Ellen Perezová     | Česko      | Květa Peschkeová    | 81. | 7.       |
| USA                                                                                   | Coco Gauffová      | USA        | Jessica Pegulaová   | 91. | 8.       |
| Žebříček WTA k 2. srpnu 2021; číslo je součtem žebříčkového postavení obou členů páru |                    |            |                     |     |          |

### Jiné formy účasti
Následující páry obdržely divokou kartu do hlavní soutěže:
- Mélodie Collardová /  Carol Zhaová
- Leylah Fernandezová /  Rebecca Marinová

Následující páry nastoupily z pozice náhradníků:
- Harriet Dartová /  Anett Kontaveitová
- Océane Dodinová /  Kamilla Rachimovová

### Odhlášení
před zahájením turnaje
- Marie Bouzková /  Lucie Hradecká → nahradily je  Elixane Lechemiová /  Ingrid Neelová
- Čan Chao-čching /  Latisha Chan → nahradily je  Vivian Heisenová /  Alicja Rosolská
- Kaitlyn Christianová /  Nao Hibinová → nahradily je  Kaitlyn Christianová /  Christina McHaleová
- Anna Danilinová /  Lidzija Marozavová → nahradily je  Ulrikke Eikeriová /  Catherine Harrisonová
- Eri Hozumiová /  Čang Šuaj → nahradily je  Océane Dodinová /  Kamilla Rachimovová
- Miju Katová /  Sabrina Santamariová → nahradily je  Emina Bektasová /  Tara Mooreová
- Barbora Krejčíková /  Kateřina Siniaková → nahradily je  Beatrice Gumulyová /  Emily Webleyová-Smithová
- Sofia Keninová /  Jeļena Ostapenková → nahradily je  Jeļena Ostapenková /  Dajana Jastremská
- Anastasija Potapovová /  Věra Zvonarevová → nahradily je  Harriet Dartová /  Anett Kontaveitová

## Přehled finále

### Mužská dvouhra
- Daniil Medveděv vs.  Reilly Opelka, 6–4, 6–3.

### Ženská dvouhra
- Camila Giorgiová vs.  Karolína Plíšková, 6–3, 7–5.

### Mužská čtyřhra
- Rajeev Ram /  Joe Salisbury vs.  Nikola Mektić /  Mate Pavić, 6–3, 4–6, [10–3]

### Ženská čtyřhra
- Gabriela Dabrowská /  Luisa Stefaniová vs.  Darija Juraková /  Andreja Klepačová, 6–3, 6–4